# Dinslaken
Dinslaken est une ville allemande située au bord du Rhin, dans le nord de la Ruhr, dans le land de Rhénanie-du-Nord-Westphalie. Elle fait partie de l'arrondissement de Wesel.

## Histoire
| Appartenances historiques Comté de Clèves 1100-1417 Duché de Clèves 1417-1806 Grand-duché de Berg 1806-1813 Royaume de Prusse (Province de Juliers-Clèves-Berg) 1815-1822 Royaume de Prusse (Province de Rhénanie) 1822-1918 République de Weimar 1918-1933 Reich allemand 1933-1945 Allemagne occupée 1945-1949 Allemagne 1949-présent |

## Jumelage
- Agen (France) depuis le 23 mars 1975

## Personnalités
- Friedrich Althoff, homme politique prussien
- August Dickmann, opposant au régime nazi
- Maria Sander-Domagala, athlète allemande
- Katrin Himmler, politologue allemande
- Serkan Çalık, footballeur turc
- Andreas Deja, animateur chez Walt Disney Pictures
- Otto Wesendonck, sculpteur né en 1939 à Dinslaken.